# Рендон, Ана
Ана Мария Рендон Мартинес (исп. Ana María Rendón Martínez; род. 10 марта 1986, Медельин) — колумбийская лучница, выступающая в соревнованиях по стрельбе из олимпийского лука. Участница трёх Олимпийских игр.

## Летние Олимпийские игры 2008 года
На летних Олимпийских играх 2008 года в Пекине Рендон завершила рейтинговый раунд с 647 очками. Это оказался 10-й результат, благодаря которому она попала на Елену Тонетту в первом раунде. Лучницы набрали по 106 очков, и матч перешёл в перестрелку, в которой Рендон набрала 10 очков, а Тонетта — 9. Благодаря этому колумбийская лучница прошла дальше, победив в следующем матча со счетом 110:106 Мирославу Дагбаеву. В 1/8 финала она смогла набрать только 95 очков, а поскольку ее соперница Хатуна Лориг набрала 107 очков, Рендон покинула соревнования.
Вместе с Наталией Санчес и Сигрид Ромеро она приняла участие в командном зачете. Её результат, сложенный с показателями партнёров по команде (643 очков Санчес и 551 очков Ромеро), оказался десятым в предварительном раунде. В первом раунде плей-офф колумбийки встретились с Японией, но не смогли их обыграть. Япония вышла в четвертьфинал со счетом 206:199.

## Летние Олимпийские игры 2012 года
Рендон снова участвовала в летних Олимпийских играх 2012 года, на этот раз только в личном зачете. Она уже в первом раунде проиграла Ирие Грандаль.

## Летние Олимпийские игры 2016 года
Рендон представляла Колумбию на третьих Олимпийских играх в Рио-де-Жанейро. Женская сборная Колумбии в составе Рендон, Каролины Агирре и Наталии Санчес, вновь участвовала в командном турнире, но в первом раунде проиграла Индии 3:5. При этом после первых трёх сетов счёт был равным, и в ходе четвёртого колумбийки имели большой шанс выиграть и пройти дальше, но 20-летняя дебютантка Олимпийских игр Каролина Агирре последним, решающим выстрелом попала только в 3 очка. Хотя Рендон показала 18-й результат в рейтинговом раунде, она уже в первом матче плей-офф уступила шведке Кристине Бьерендаль 2:6.